# Ephedranthus dimerus
Ephedranthus dimerus är en kirimojaväxtart som beskrevs av J. C. Lopes, Chatrou och Mello-silva. Ephedranthus dimerus ingår i släktet Ephedranthus och familjen kirimojaväxter. Inga underarter finns listade i Catalogue of Life.